# 查濟民
查濟民，大紫荊勳賢，JP（1914年4月10日—2007年3月28日），男，香港興業國際集團創辦人及香港中國染廠企業家，生前也是該集團非執行主席。

## 生平
查濟民出身自中國浙江省海寧望族，家中共有兄妹7人，他排行第6，祖籍安徽婺源。
查氏早年就讀浙江省立甲種工業學校，1927年考入第三中山大学（浙江大学前身）附设工业学校染织科，1931年毕业。他於1940年代末来到香港發展紡織生產業，在1949年創辦中國染廠。在1977年開始發展香港地產，之後成立香港興業國際集團有限公司，1989年在香港上市。
他於1985年至1990年出任香港基本法起草委員會委員，1992年起擔任港事顧問，1993年至1997年任香港特別行政區籌備委員會預備工作委員會委員、香港特別行政區籌備委員會委員，與查良鏞（金庸）共同提出「雙查方案」，被批為保守方案。英國檔案館解封了1985年查與黎敦義合寫對未來香港管治的建議，倡設「顧問局」產生特首。時任英國外交及聯邦事務部香港事務科科長高德年（Galsworthy）評為「不單只是保守，部份內容更是自相矛盾」。查濟民曾將方案交給當年的英國國會議員Hal Miller，希望英政府將方案放進1987年的政制改革檢討中考慮，一度引起了英國外交部的關注。1997年獲頒授大紫荊勳章。
2007年3月28日早上7時在養和醫院病逝，享年93歲。

## 榮譽
- 非官守太平紳士（1971年10月14日）
- 大紫荊勳章（1997年）

## 家庭
- 刘国钧（岳父）
- 王查美龍（長女）[7]
  - 王世榮（女婿）
    - 王承偉（外孫）
    - 王妍（外孫女）
- 查美慶（次女）
- 查美娟（幼女）
- 查美德（四女）
- 查懋聲（長子）[2][7]
- 查懋成（次子）[7]
  - 查史美倫（媳婦）
- 查懋德（幼子）[7]